# Indomptée
Pour les articles homonymes, voir L'Indomptée.
Pour plus de détails, voir Fiche technique et Distribution.
Indomptée (titre original : Untamed) est un film américain réalisé par Jack Conway, sorti en 1929.

## Fiche technique
- Titre : Indomptée
- Titre original : Untamed
- Réalisation : Jack Conway
- Scénario : Sylvia Thalberg et Frank Butler d'après l'histoire de Charles E. Scoggins
- Dialogues : Willard Mack

- Photographie : Oliver T. Marsh
- Montage : William S. Gray et Charles Hochberg
- Musique : William Axt (non crédité)
- Décors : Cedric Gibbons et Van Nest Polglase (non crédité)
- Costumes : Adrian
- Société de production : Metro-Goldwyn-Mayer
- Société de distribution : Metro-Goldwyn-Mayer
- Pays de production :  États-Unis
- Format : Noir et blanc — 35 mm — 1,37:1 — Son : Mono  (Western Electric Sound System)
- Genre : Film dramatique
- Durée : 86 minutes (1 h 26)
- Date de sortie :
  - États-Unis : 23 novembre 1929

## Distribution
- Joan Crawford : Alice 'Bingo' Dowling
- Robert Montgomery : Andy McAllister
- Ernest Torrence : Ben Murchison
- Holmes Herbert : Howard Presley
- John Miljan : Bennock
- Gwen Lee : Marjory 'Marge'
- Edward J. Nugent : Paul
- Don Terry : Gregg
- Gertrude Astor : Mme Mason
- Milton J. Fahrney : M. Jollop
- Lloyd Ingraham : Henry 'Hank' Dowling
- Grace Cunard : Milly
- Tom O'Brien : Moran
- Wilson Benge : Billcombe